# Sant Jaume dels Domenys
Sant Jaume dels Domenys est une commune de la province de Tarragone, en Catalogne, en Espagne, de la comarque de Baix Penedès.

## Personnalités
- Marc Bartra